# Asperula woloszczakii
Asperula woloszczakii är en måreväxtart som beskrevs av Korica. Asperula woloszczakii ingår i släktet färgmåror, och familjen måreväxter. Inga underarter finns listade i Catalogue of Life.